# Torneio do Povo
Het Torneio do Povo, ofwel toernooi van het volk, is een Braziliaans voetbaltoernooi dat tussen 1971 en 1973 werd gehouden. Het toernooi was een manier om de chaotische speelkalender in Brazilië te vullen en extra inkomsten te genereren. Het toernooi werd georganiseerd door de Braziliaanse bond van toen (CBD) en vond plaats vóór de nationale competitie begon. 

## Opzet
In 1971 werd het toernooi voor het eerst gehouden. De clubs met de meeste aanhang in de vier grote voetbalstaten mochten meedoen. Uit Rio de Janeiro kwam Flamengo, uit São Paulo kwam Corinthians, uit Minas Gerais Atlético Mineiro en uit Rio Grande do Sul Internacional. Deze clubs speelden in een kleine competitie een uit- en thuiswedstrijd tegen elkaar. De club met de meeste punten na zes speelronden, werd kampioen.
In 1972 deden dezelfde clubs mee als het jaar ervoor. Bahia werd uitgenodigd als grootste club uit de gelijknamige staat, waardoor in totaal vijf clubs meededen. Wederom werd de club met de meeste punten kampioen. Nu speelden de clubs echter maar één keer tegen elkaar, waardoor na vier speelronden het toernooi afgelopen was. 
In 1973 werd besloten het deelnemersveld verder uit te breiden. Coritiba had indruk gemaakt in het nationale kampioenschap van het jaar ervoor en was de grootste club van de staat Paraná. In de eerste ronde speelde elke club één keer tegen elkaar. Na vijf speelronden gingen de beste vier door naar een finalepoule, waar zij eveneens één keer tegen elkaar speelden. Winnaar werd de club met de meeste punten. 

## Winnaars
| Jaar         |             | Winnaar en nummer twee | Winnaar en nummer twee | Winnaar en nummer twee |
| Jaar         | Winnaar     | Tweede                 |                        |                        |
| 1971 Details | Corinthians | Internacional          |                        |                        |
| 1972 Details | Flamengo    | Atlético Mineiro       |                        |                        |
| 1973 Details | Coritiba    | Bahia                  |                        |                        |